# Oncideres pepotinga
Oncideres pepotinga är en skalbaggsart som beskrevs av Martins 1981. Oncideres pepotinga ingår i släktet Oncideres och familjen långhorningar. Inga underarter finns listade i Catalogue of Life.